# Анастасіївська каплиця
Анастасіївська каплиця, або каплиця Павла Скоропадського — у 1909—1960 роках православна каплиця в Глухові на Сумщині. Розташовувалась на Спаській вулиці. Створена з ініціативи Павла Скоропадського, майбутнього гетьмана Української держави. Спроєктована архітекторами Опанасом Сластіоном, Леонтієм Бенуа, Миколаєм Горденіним. Збудована у 1895—1909 роках у псевдобароковому стилі, на місці зруйнованої Анастасіївської церкви. Мала шестигранну баню з фальшивим барабаном та наріжними півколонками, а також розкішний декор. Функціонувала до 1920-х років. Остаточно зруйнована у 1960-х роках.

## Історія

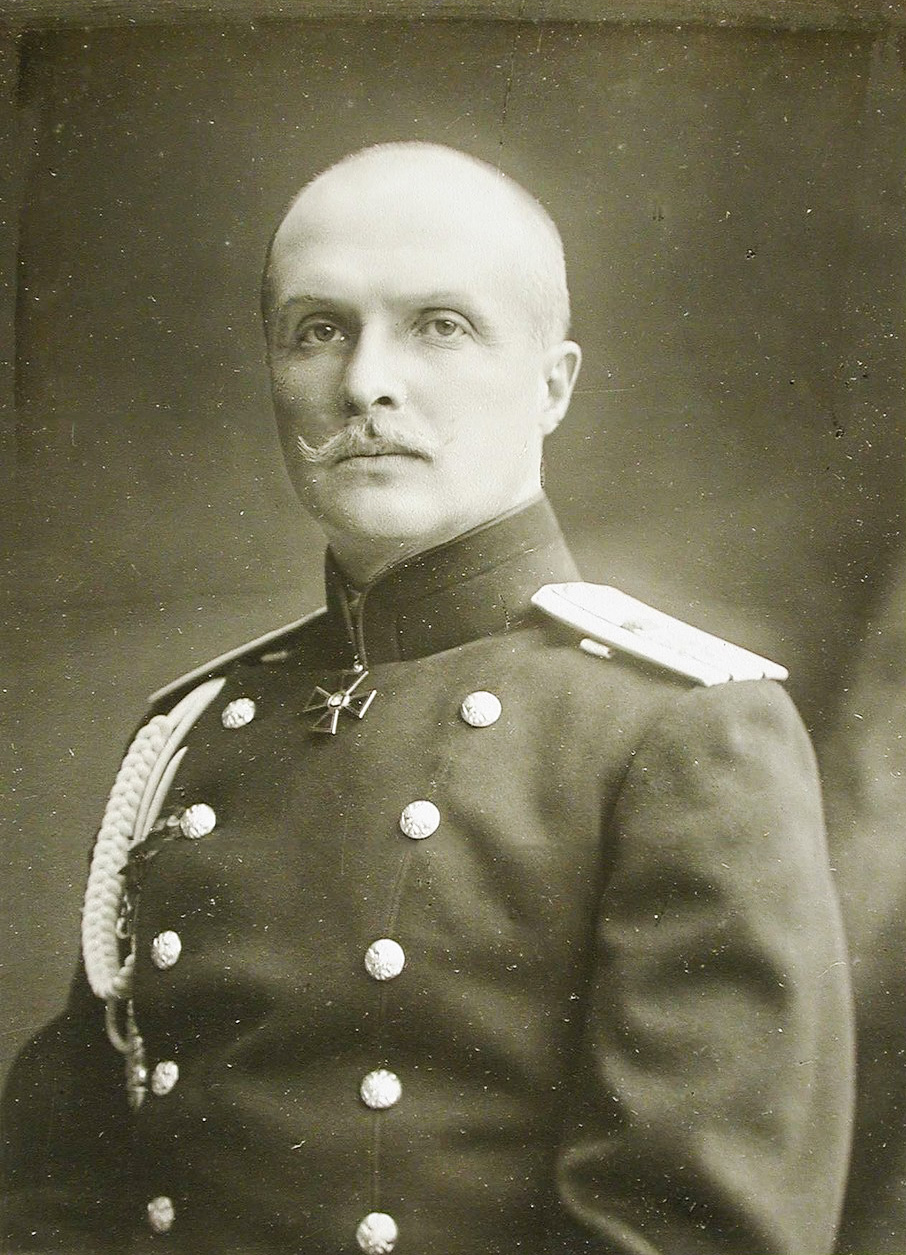
Ініціатор зведення каплиці Павло Скоропадський

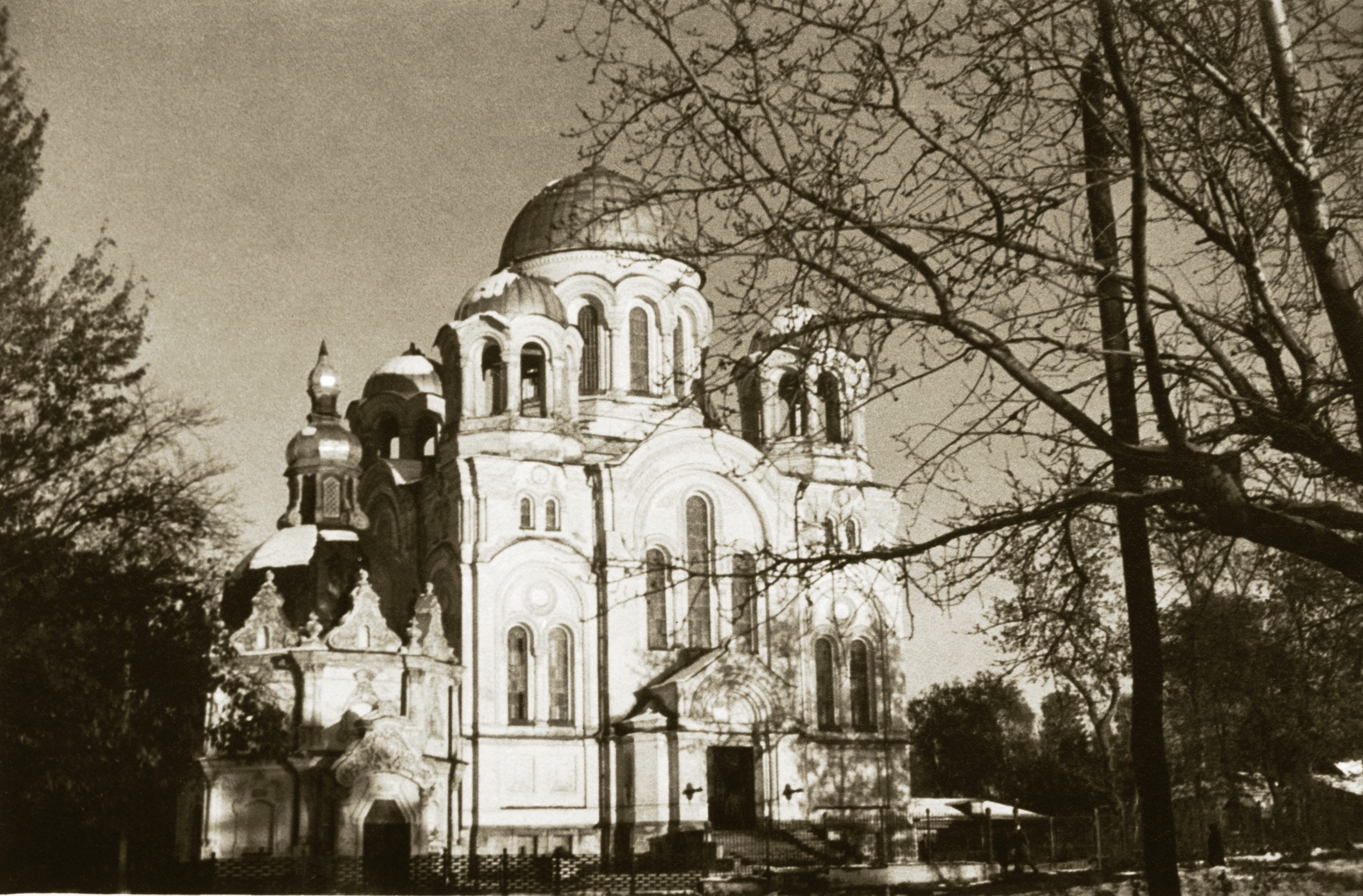
Трьоханастасіївська церква та Анастасіївська каплиця (ліворуч)

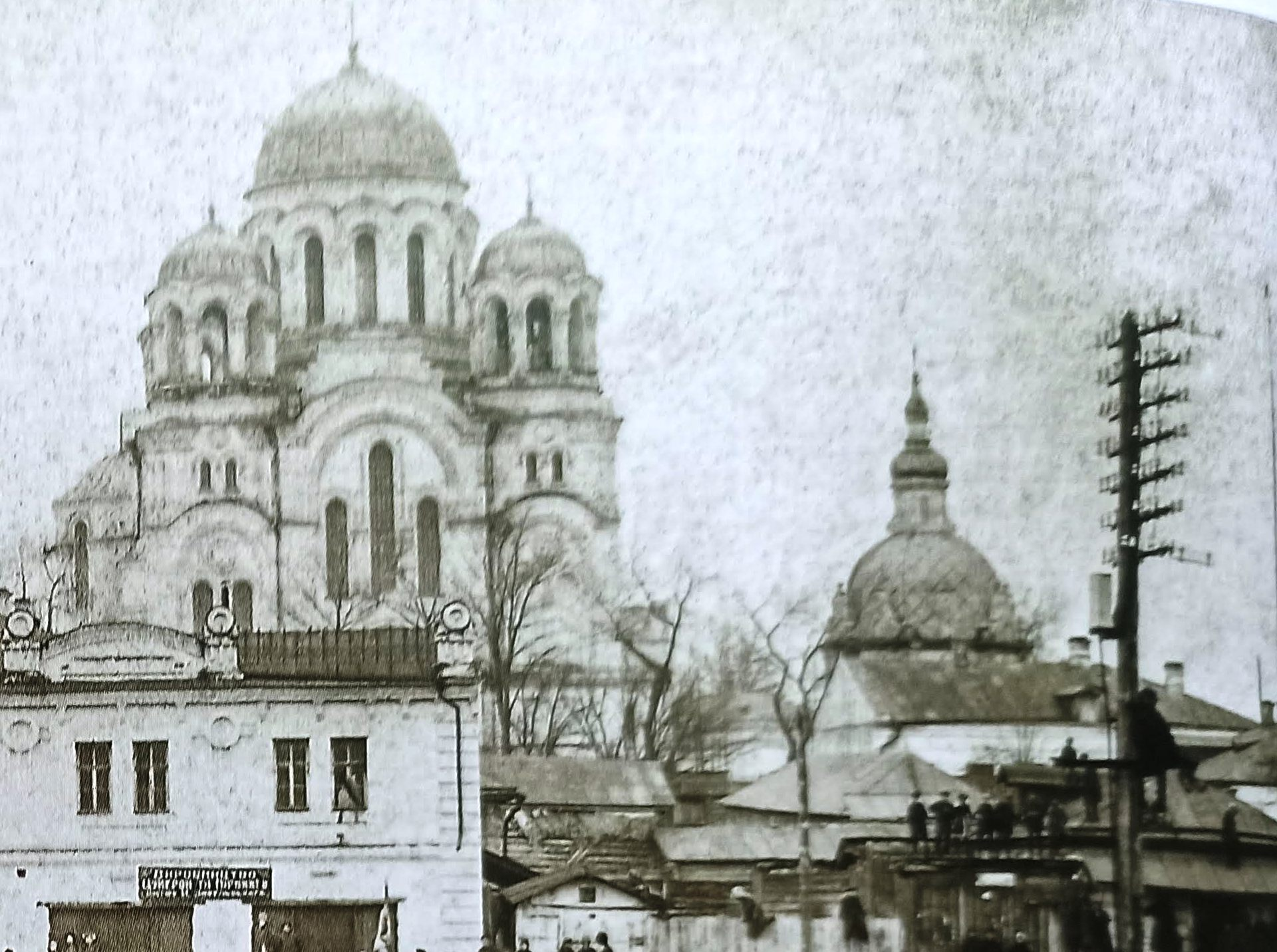
Трьоханастасіївська церква та Анастасіївська каплиця (праворуч) у 1927 році

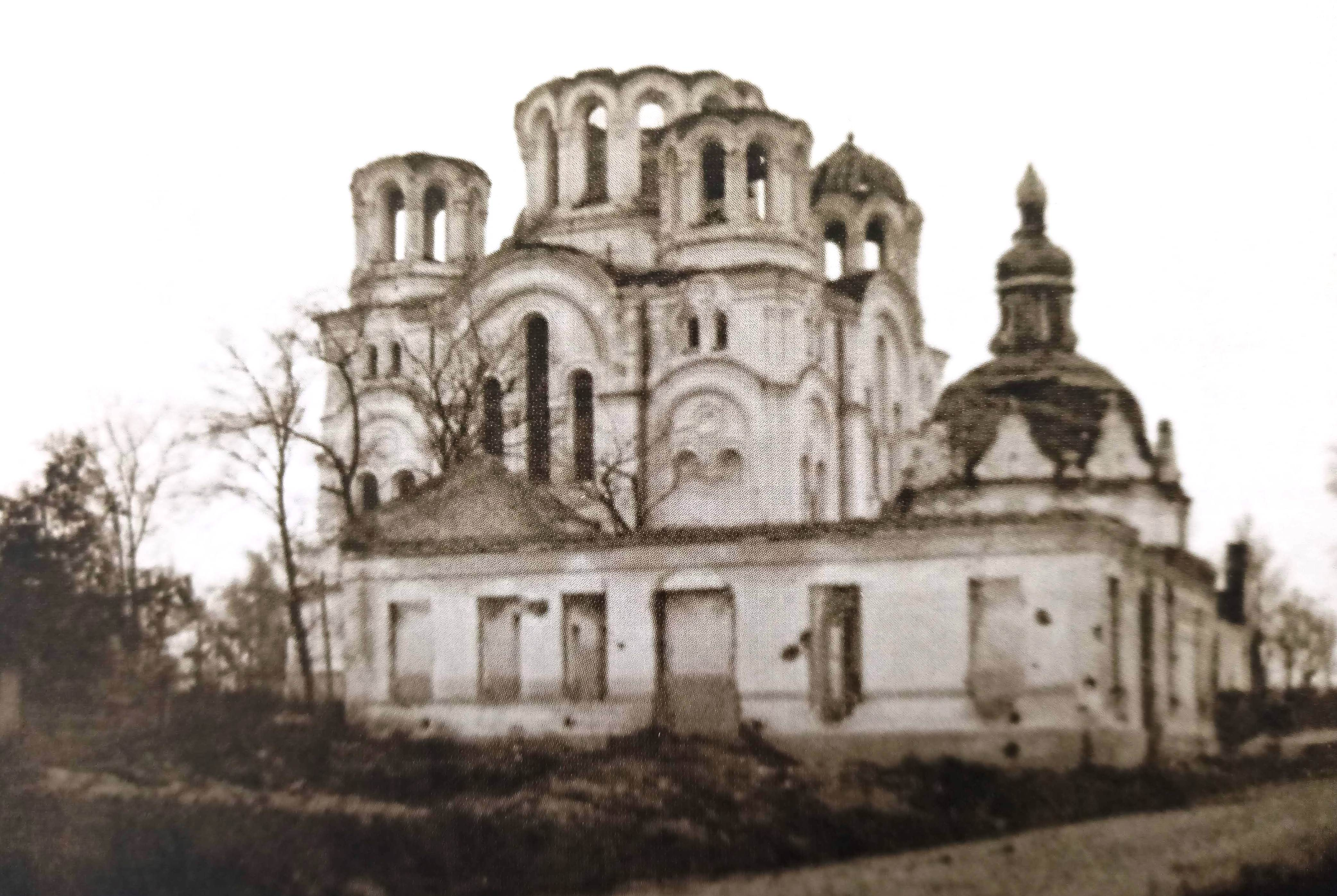
Трьоханастасіївська церква та Анастасіївська каплиця (північний фасад) після бомбардувань у 1943 році

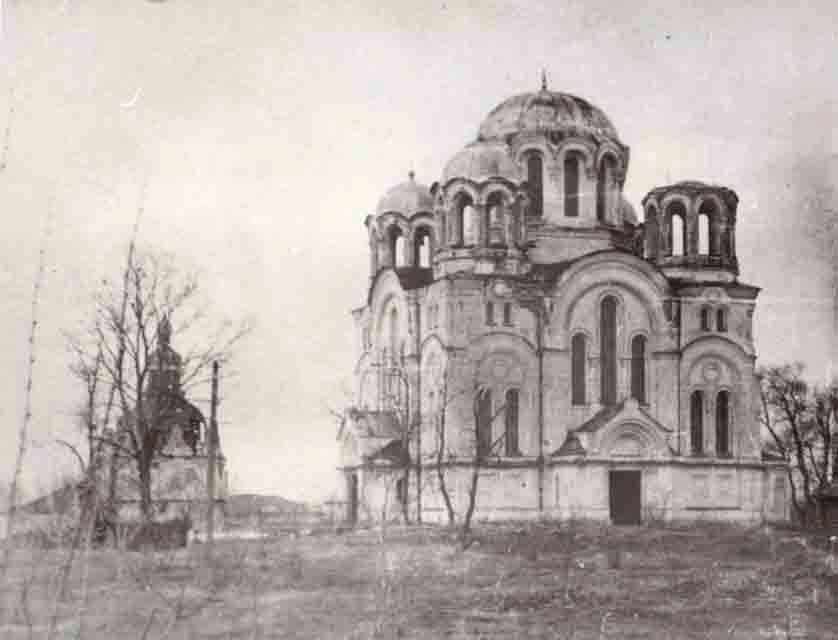
Трьоханастасіївська церква та Анастасіївська каплиця (ліворуч) з південного боку

Причиною будівництва Анастасіївської каплиці стало зруйнування старої гетьманської Анастасіївськії церкви, зведеної на початку XVIII століття. Зруйнуванню святині роду Скоропадських намагався завадити Павло Скоропадський. Він звертав увагу, що в церкві зберігся справжній вівтар початку XVIII століття. Завдяки цьому Павло Скоропадський запропонував використати ці історичні рештки для будівництва «своєрідного духовного пам'ятника українській старшині», у тому числі й представникам роду Скоропадських.

1905 року російський імператор Микола II призначив майбутнього Гетьмана Української держави Скоропадського своїм флігель-ад'ютантом, із наданням звання полковника. Павло Скоропадський обіймав цю посаду до 1910 року. Рішення родини Терещенків зруйнувати стару гетьманську церкву у колишній столиці Гетьманщини викликало обурення значної частини чернігівського вищого товариства, зокрема нащадків історичних родів. У таких умовах Павло Скоропадський, очевидно, виявив бажання звести каплицю у пам'ять про рід Скоропадських. Певну роль тут зіграв і відомий чернігівський громадський діяч Петро Дорошенко — однодумець майбутнього гетьмана. Він був знавцем української старовини. 1908 року, коли цей грандіозний проєкт уже наближався до завершення, Петро Дорошенко писав Павлові Скоропадському: 
|  | «Я довго розмірковував про вашу думку, щоб каплиця була пам'ятником минулого, тобто нашій Гетьманщині… Таким чином, це буде історичний пам'ятник, і це має бути твердо і серйозно, але без зайвого галасу і честолюбства, представлено на дошці, що буде при вході до каплиці. До речі: у напису велику роль має відігравати релігійний бік, просвітницько-духовний та навіть церковній, адже релігія та й церква у Малоросії завжди, і за часів Гетьманщини, грали таку велику роль». |

Павло Скоропадський погодився на зруйнування старої (гетьманської) церкви роду Скоропадських лише після згоди Терещенків звести храм-каплицю. Впродовж 1894—1897 років стару Анастасіївську церкву було розібрано, а на залишеній частині головного вівтаря упродовж 1901—1902 років за наказом Ніколи Терещенка почали будівництво нового храму-каплиці.
Павло Скоропадський дуже серйозно підійшов до справи. Попередні ескізи майбутньої каплиці він замовив видатному митцю та знавцю української старовинної архітектури Опанасу Сластіону. Художньою складовою будівництва опікувався відомий петербурзький архітектор Леонтій Бенуа, який зробив ще один проєкт будови. Ідея Глухівської каплиці була позитивно сприйнята також видатними знавцями української минувшини Віктором Новицьким та Василем Горленком — нащадками козацької старшини. Зокрема, останній писав: «Мені більше за все подобається і здається характерним проєкт Сластіона». Проєкт Бенуа, виконаний досвідченим архітектором, він вважав досить банальним, що «не має жодної риси, що пов'язує його з епохою та особами, пам'ять яких ви бажаєте продовжити». Сам Павло Скоропадський вважав, що необхідно «…зламати все, що було пізніше її заснування побудовано, і залишити лише те, що було первісне зроблено…». Фактично йшлося про консервацію старого вівтаря початку XVIII століття, розбирання всього добудованого впродовж XIX століття, особливо ж терещенківської «модернізації», і відбудову нової каплиці у суворій відповідності з стилем XVII століття. Вартість спорудження Глухівської каплиці, яку мав оплатити Павло Скоропадський, складала 4327 рублів.
Залучений до справи молодий київський архітектор Микола Горденін уже в 1902 році склав угоду й проєкт такого будівництва. У документах йшлося про будівництво восьми нових фронтонів, великої бані з барабаном та двох малих, нового даху над капличкою та прибудовами. Планувались значні роботи з оздоблення: застосування внутрішнього ліплення, розпису, а також золочення куполів, риштування та навіть слюдяні вікна — як у XVII столітті. При розробленні креслень Микола Горденін широко користувався історичними свідченнями, зокрема вивчав матеріали монастирських бібліотек (Києво-Печерської Лаври тощо). Великі суперечки викликала пропозиція Горденіна пофарбувати каплицю в жовтий колір та визолотити деякі деталі на фронтонах: «усе має бути вибілено звичайним вапном», тобто відтворювати стиль XVII століття, суворої доби Богдана Хмельницького. Однак, роботи у Глухові просувалися не так швидко. 1903 року Микола Горденін лише завершив ескіз та робочі креслення і розпочав будівництво. З початком зведення вибухнуло певне незадоволення як з боку замовника (щодо дотримання первісного задуму), так і впливових представників суспільства, включаючи родину Терещенків. Павла Скоропадського почали звинувачувати в руйнації історичної будови, але він твердо стояв на своєму. В липні 1908 року київська газета «Рада» описувала конфлікт між Терещенками та Скоропадськими через зруйнування Анастасіївського храму:
|  | «Говорячи про заслуги Терещенка для міста Глухова, годиться згадати один факт, характерний для його фундаторської діяльности. Стояла у Глухові невеличка кам'яна церква — Анастасіевська, збудована гетьманом Іваном Скоропадським на початку XVIII віку. Була вона домовою гетьманською церквою і ховали в ній декого з гетьманських фамілій. Будівля старосвітська, старого українського типу; гетьмани забезпечили її млином під Глуховом та слободою Нова Гребля. Перестояла церква мало не двісті років. Та ось явились нові «сильні люде» на Вкраїні, дужі владою свого капіталу: Терещенко збудував коло старої нову пишну церкву під золоченими банями, на зразок Володимирського собору в Київі. Призначив її усипальницею для свого роду, і стала йому муляти очі стара гетьманська церковка; почав Терещенко клопотати, щоб дозволено було її зруйновати, щоб «не закривала перспективи». І таки свого добився: церкву зруйнувано, і вже на її місці пани Скоропадські (нащадки гетьмана) поставили капличку». |

Наприкінці 1909 року будівництво вже наближалося до завершення, що підтвердив Петро Дорошенко. У листопаді того року він відвідав Глухів та повідомив про це Павла Скоропадського. Постало питання необхідного облаштування церкви образами та іншими святими предметами. Зразки церковного начиння XVIII століття, зокрема срібне панікадило, відшукали Петро Дорошенко та Павло Скоропадський у Троїцькому Чернігівському монастирі. Старовинну люстру, яку 1734 року вивезли з Глухова, знайшов у Києво-Печерському монастирі відомий художник Микола Прахов.
Втім, проіснувала Анастасіївська каплиця недовго. Творіння Павла Скоропадського зачинили разом з іншими храмами Глухова за радянської влади у 1920-х роках. Церковне начиння каплиці перенесли до Трьох-Анастасіївського храму. У 1930-х роках каплицю використовував «Осовіахім» — попередник ДТСААФу. Для тренувань хімзахисту ГТО (готовий до праці і оборони) до каплиці напускали дим, учнів одягали в протигази і на деякий час заводили всередину. Під час Другої світової війни поруч розміщувалось німецько-мадярське кладовище. Після Другої світової війни роками неремонтовану каплицю перетворили на житло паламаря. Після 1956 року паркан було перенесено під саму споруду. А наприкінці 1950-х — на початку 1960-х років практично вже зруйнована каплиця була перетворена на купу битої цегли.

## Опис

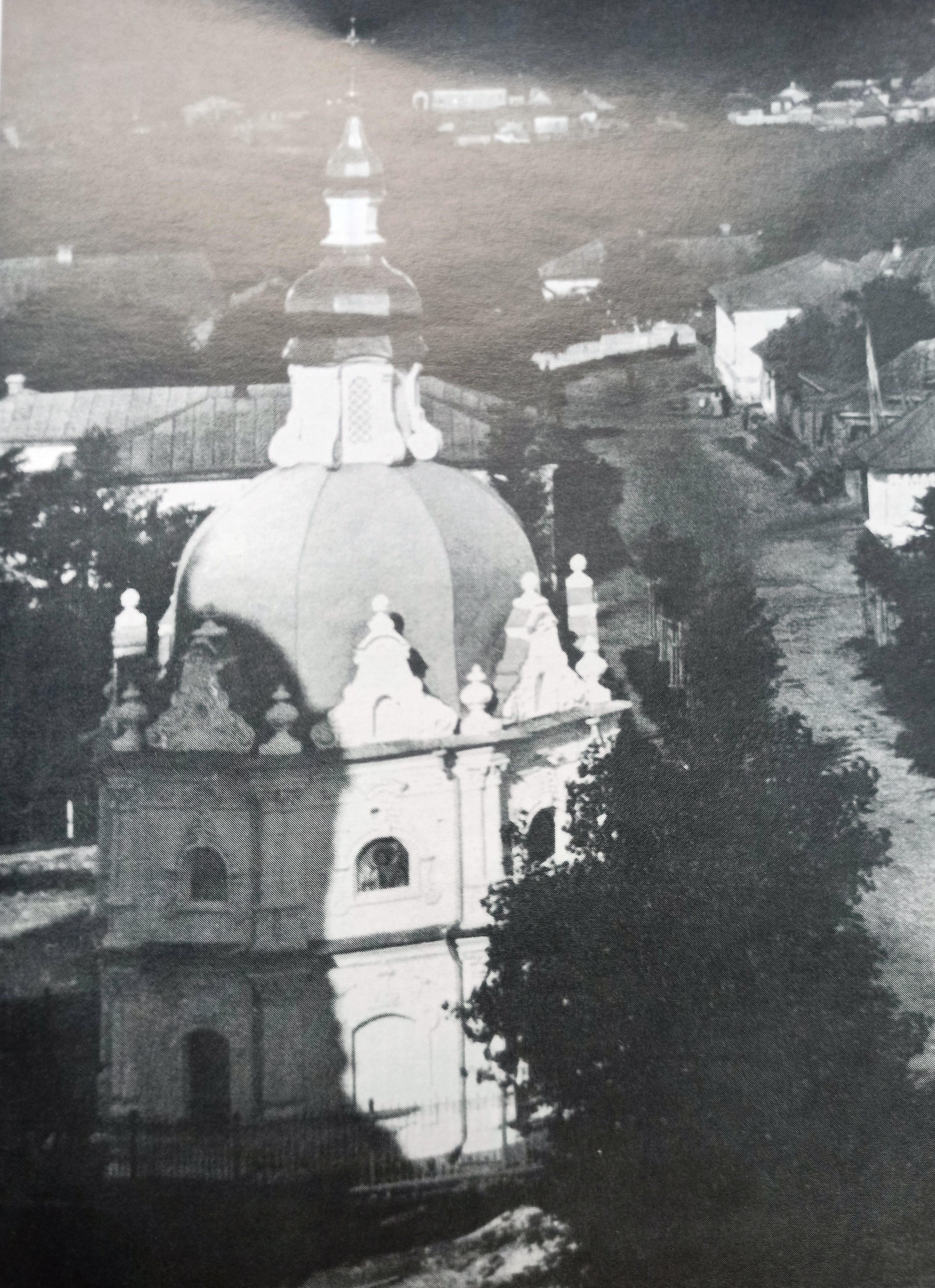
Східний фасад Анастасіївської каплиці наприкінці 1920-х років. Вид із дзвіниці Спасо-Преображенської церкви

Каплиця була невеликою за розмірами заввишки 8 метрів — баштового типу. Розташовувалася за 7 метрів від нового храму. Вона ортодоксальна у плані мала шестикутний обрис з невеличкою прибудовою у західній стороні. Фасади були виконані у псевдобароковому стилі зі спареними колонами та високими фронтонами. Кожна деталь екстер'єру каплиці узгоджена з відповідними пропорціям стрункої башти. Витонченість деталей оздоблення доповнювалась, зокрема, криволінійністю, ошатністю та ускладненістю декоративних надкарнизних люкарн. Увінчувала споруду шестигранна баня з фальшивим барабаном. Розкішним декором були прикрашені наріжні півколонки, профільовані карнизи, лучкові і припідняті віконні пройоми та портал.

Місце престолу старої гетьманської Анастасіївської церкви (на південь від цієї каплиці) було позначене викладеною з цегли тумбою з дахом, увінчаним хрестом. Ділянку з каплицею було відокремлено низьким парканом. Усе внутрішнє оздоблення каплиці зодчі витримали, згідно із задумом фундатора, в історичному стилі. Головна увага зосереджувалась на спорудах, зведених родом Скоропадських, передусім — гетьманом Іваном. Сам Павло Петрович до цього відносився ґрунтовно. Зокрема, автор проєкту каплиці Опанас Георгійович Сластіон
|  | «…зробив йому п'ять чи шість проектів на ту капличку, один він вибрав і я йому начертив як слід — се був мотив взятий з чернігівської П'ятницької церкви, деякі подробиці були взяті з других відомих старовинних церков, т. що ніякої моєї фантазії там почти не було і зразу проект йому подобався». |